# Kule (województwo śląskie)
Kule – wieś w Polsce położona w województwie śląskim, w powiecie kłobuckim, w gminie Popów. Wieś leży nad rzeką Liswartą.
W latach 1975–1998 miejscowość administracyjnie należała do województwa częstochowskiego.

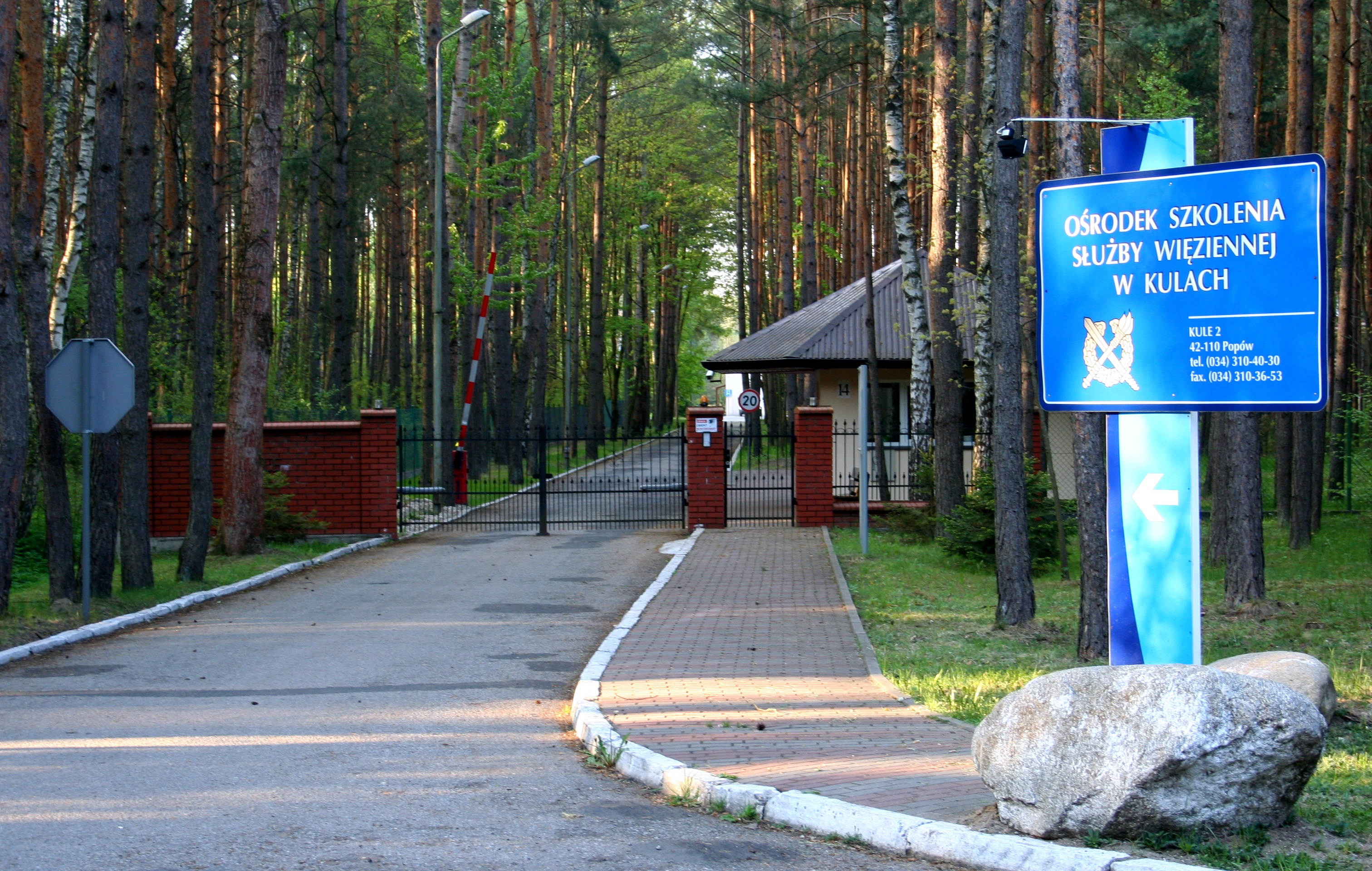
Ośrodek Szkolenia Służby Więziennej

We wsi znajduje się Ośrodek Szkolenia Służby Więziennej, szkolący podoficerów Służby Więziennej.